# Ruisseau de Raffenot
Le Ruisseau de Raffenot est un ruisseau qui coule dans le département du Doubs. C'est un affluent de la Loue en rive gauche, donc un sous-affluent du Rhône par le Doubs et la Saône.

## Géographie
Le Ruisseau de Raffenot prend sa source dans la commune d’Amathay-Vésigneux sur le plateau de Levier à 665m d’altitude (sous le nom de Bief Noir) et s’écoule d’abord à faible pente en direction du nord-est avant de s’orienter nord-ouest au niveau du village de Longeville en s’enfonçant dans un vallon encaissé où il va perdre rapidement 250 m d’altitude en effectuant de nombreuses cascades dont : la cascade amont (10 m), la cascade médiane (25 m) et la grande cascade de Raffenot (40 m de hauteur). Arrivé à proximité de la vallée de Loue, il est rejoint par le ruisseau de Vergetolle puis ils vont ensemble se jeter dans la Loue en aval du village de Vuillafans.

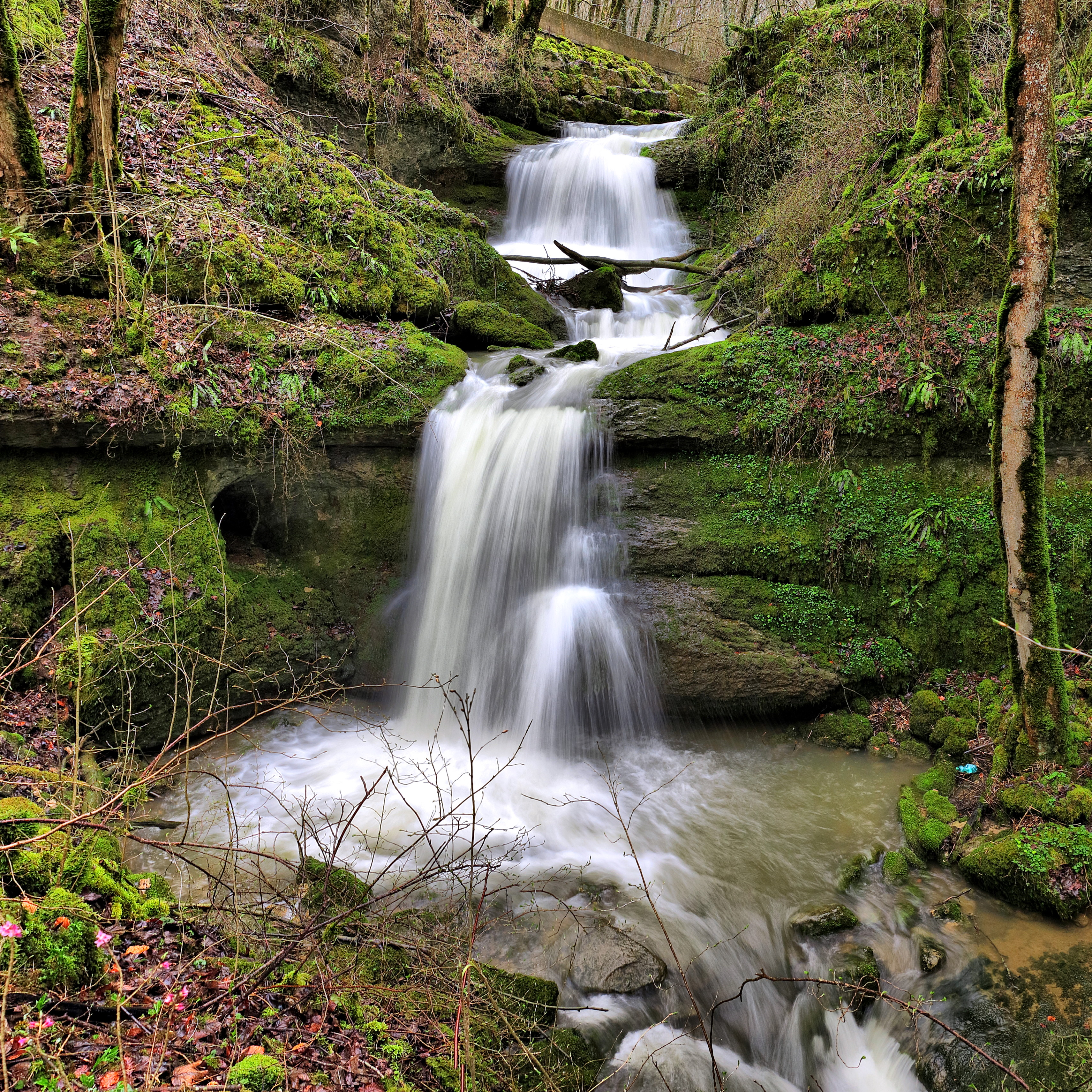
La cascade amont de Raffenot.
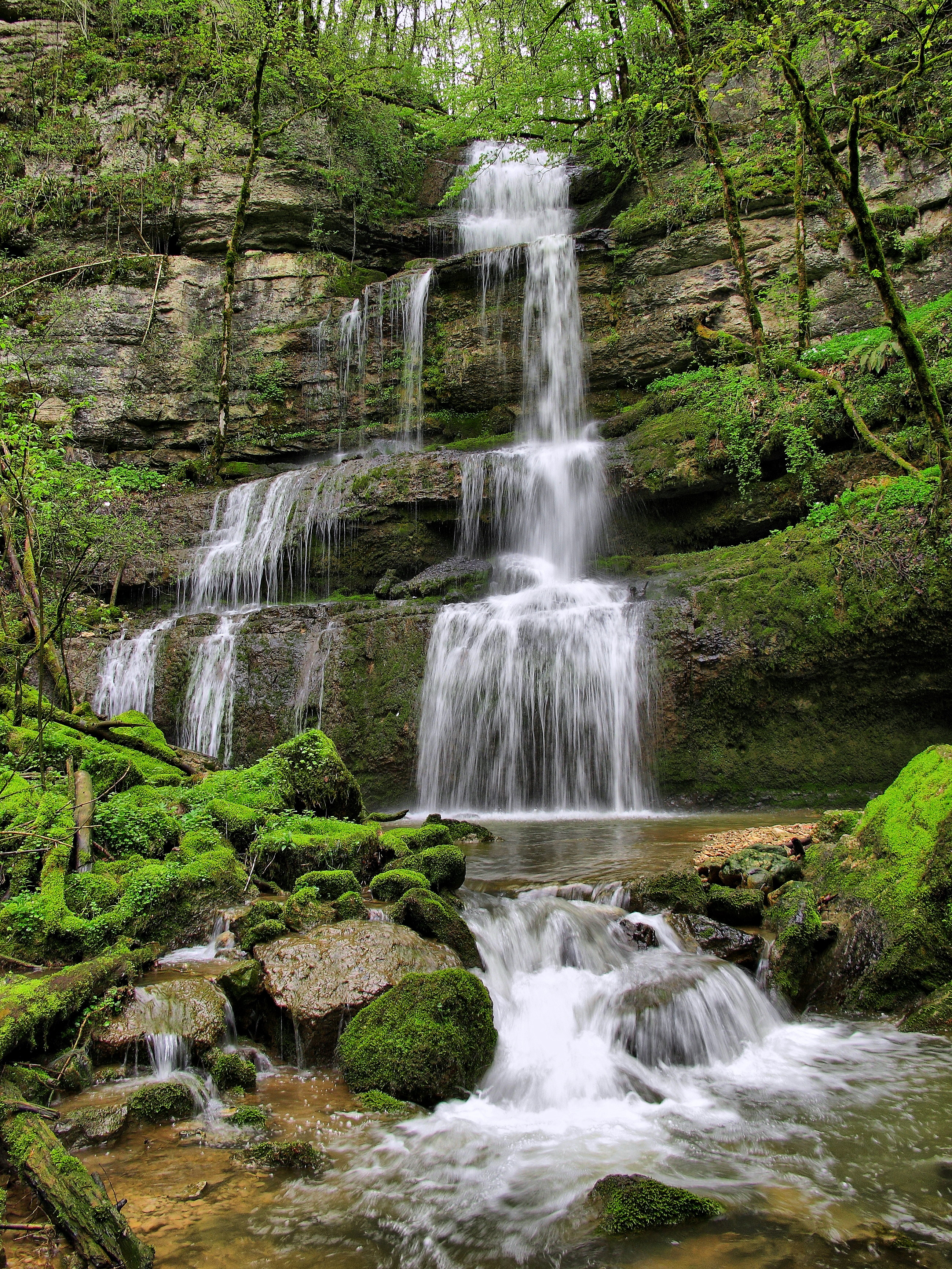
La cascade médiane de Raffenot.
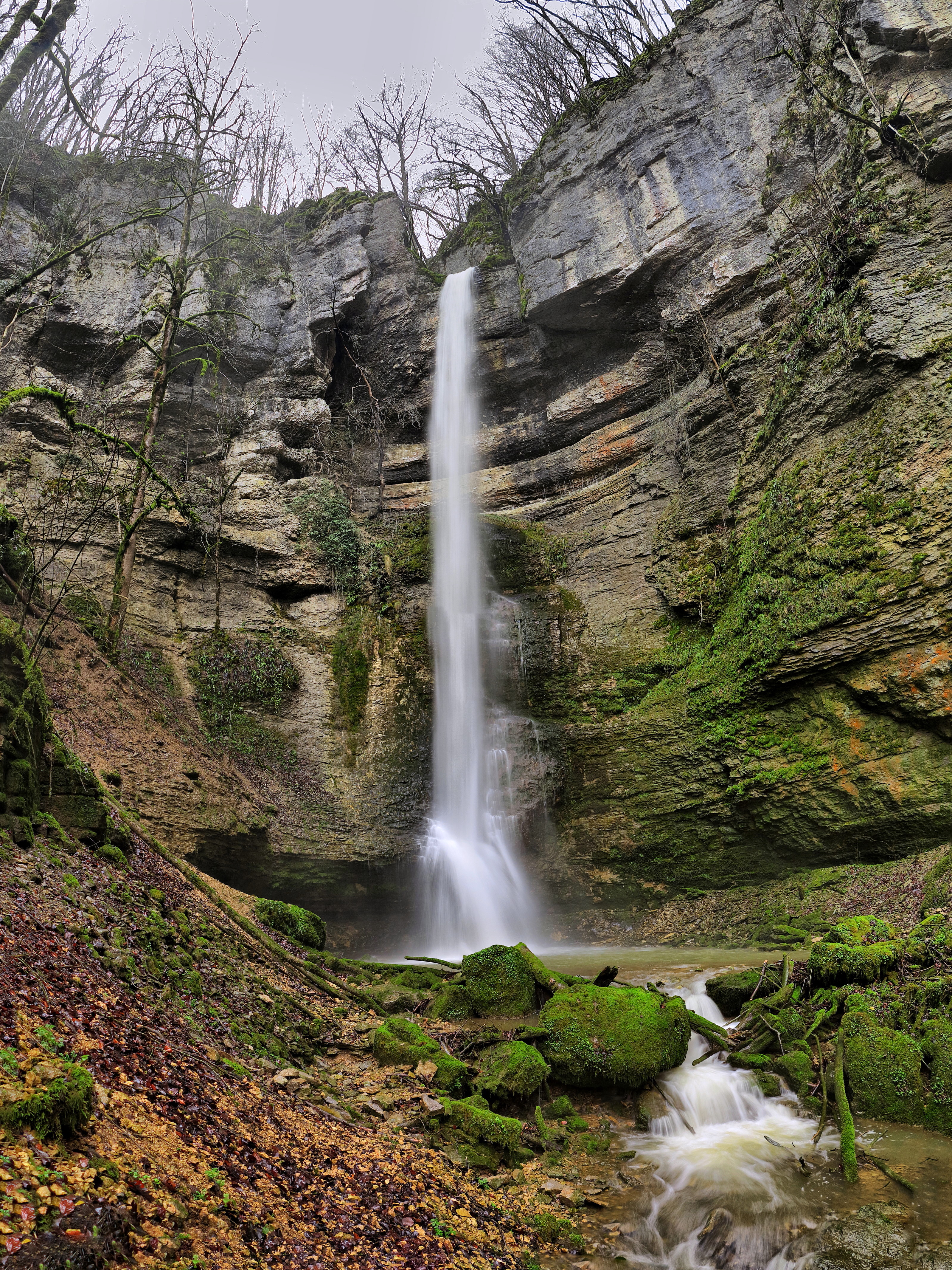
La grande cascade de Raffenot.

## Affluents
Le ruisseau de Raffenot a un seul affluent référencé dans la base SANDRE :
- le ruisseau de Vergetolle[2]

Son rang de Strahler est donc de deux.

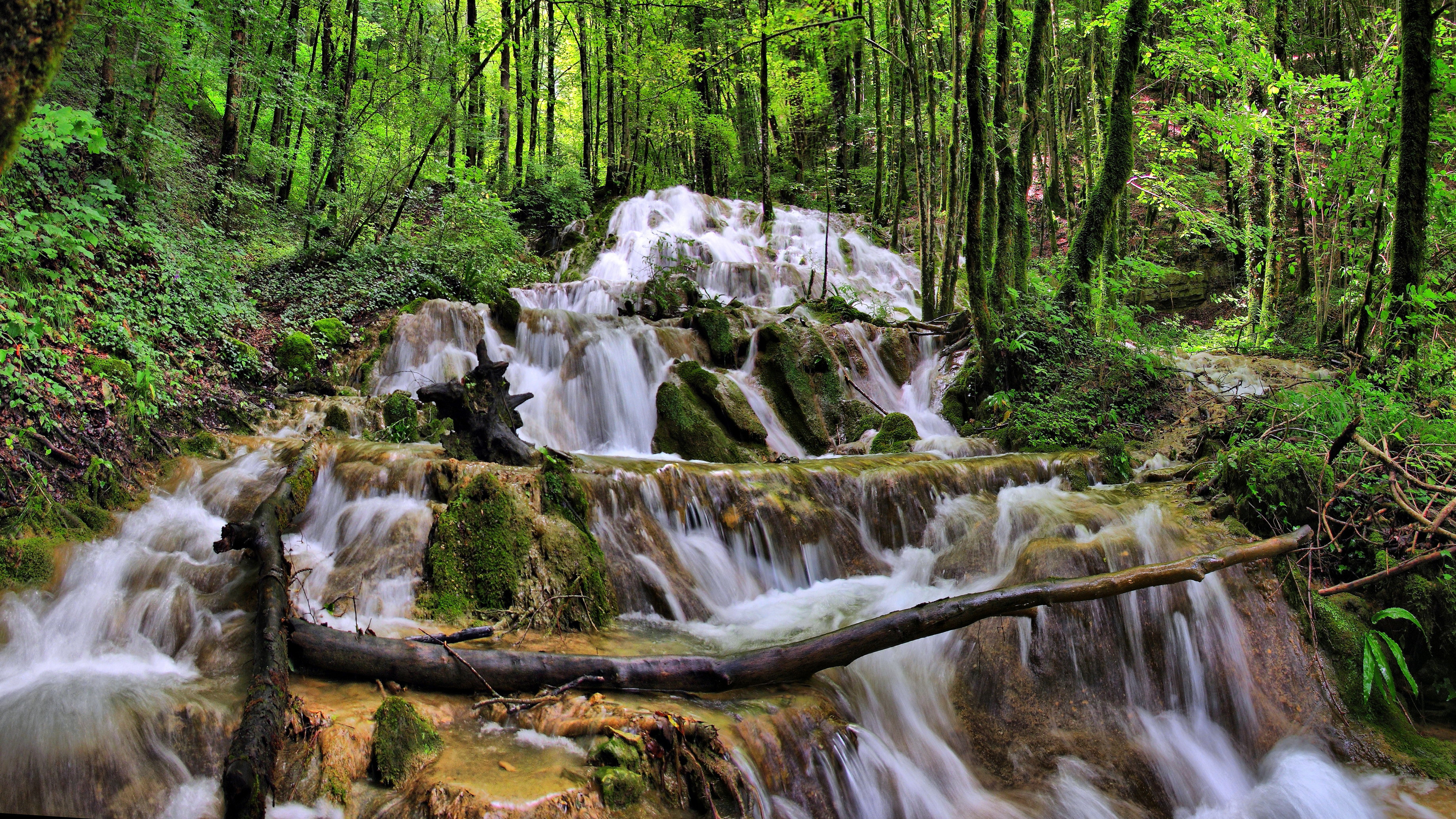
La cascade de Vergetolle.
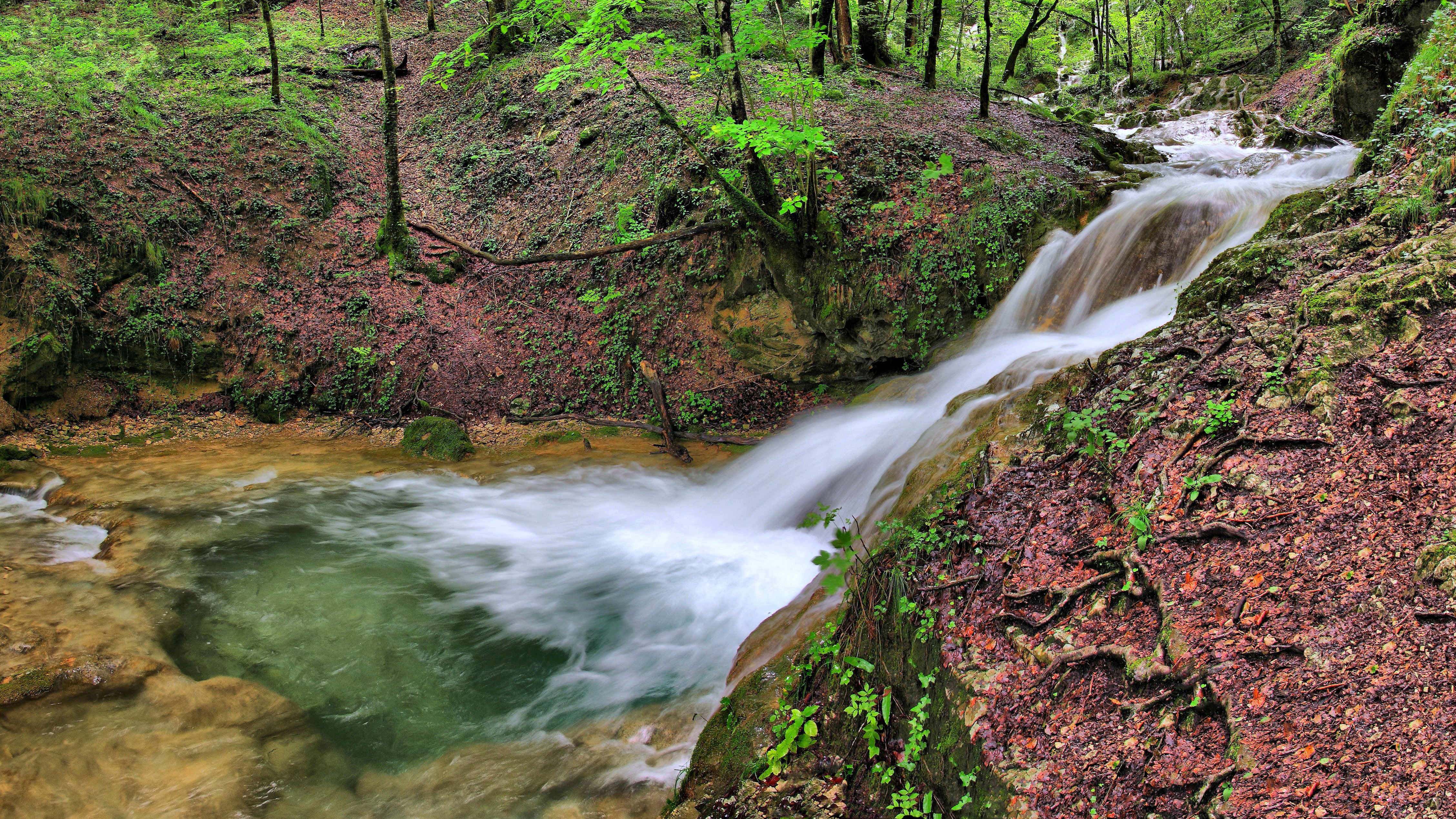
La source bleue de Vergetolle.

## Communes traversées
Le ruisseau de Raffenot traverse quatre communes situées dans le département du Doubs : Amathay-Vésigneux, Longeville, Châteauvieux-les-Fossés, Vuillafans.

## Tourisme
Les vallons de Raffenot et Vergetolle ont été déclarés zone à protéger dans le cadre des ZNIEFF.
La grande cascade de Raffenot est accessible par un agréable chemin de randonnée bien ombragé qui part du village de Châteauvieux-les-Fossés et nous conduit au fond de la reculée avec quelques passages à gué toutefois. Mieux vaut s'équiper de bottes si le ruisseau et donc la cascade sont en eaux.

## Hydrologie
Le ruisseau du Raffenot présente des fluctuations saisonnières de débit assez marquées. Une partie de son lit pouvant rester à sec pendant les périodes sèches.